# Day of Defeat: Source
Day of Defeat: Source, (forkortet DOD:S,) er et online actionspil baseret på anden verdenskrig.
DOD:S er drevet af source som er udviklet af valve, som er udviklet til Half-Life 2 og det er den der gør den gode grafik mulig.
I spillet er der standardbaner, som f.eks dod_avalanche eller dod_jagd, som er opbygget over virkelige missioner fra anden verdenskrig.
 Der er for få eller ingen kildehenvisninger i denne artikel, hvilket er et problem. Du kan hjælpe ved at angive troværdige kilder til de påstande, som fremføres i artiklen.

| computerspil | Spire Denne computerspilsrelaterede artikel er en spire som bør udbygges. Du er velkommen til at hjælpe Wikipedia ved at udvide den. |